# نیرثریا
نیرثریا یا عقد ثریا ستاره‌ای است که در صورت فلکی گاو قرار دارد. نیرثریا ستارهٔ اتا - ثور یا غول ب ۷ که با قدر ۲/۹ و درخشان‌ترین عضو خوشهٔ ستاره‌ای پروین است.

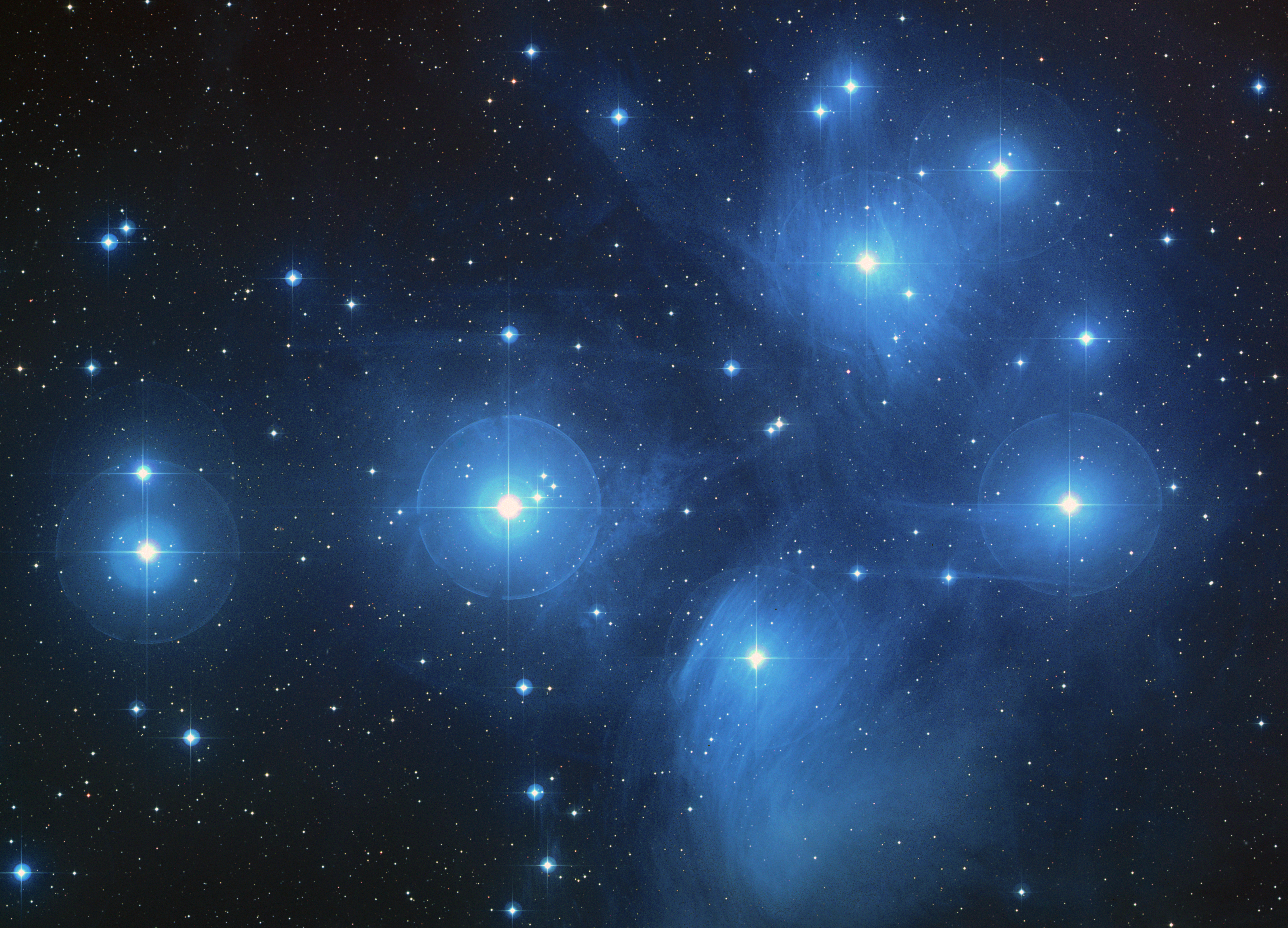
ستاره نیرثریا

این ستاره حدود ۴۴۰ سال نوری از خورشید فاصله دارد و درخشان‌ترین ستاره در خوشه ستاره ای باز پروین است که یک خوشه جوان با حدود ۱۰۰ میلیون سال سن است. تعدادی ستاره کم نورتر بسیار نزدیک به Alcyone وجود دارد که برخی از آنها اعضای یک خوشه هستند.

## نامگذاری
اتا ثور Eta Tauri، نام این ستاره بر اساس روش نامگذاری بایر است. نام Alcyone برای آن نیز در اساطیر یونانی ریشه دارد که یکی از هفت دختر اطلس و پلیونه است که به پلیادها معروف هستند.
در سال ۲۰۱۶، اتحادیه بین‌المللی نجوم (IAU) یک کارگروه برای نام‌گذاری ستاره‌ها (WGSN) و برای فهرست‌نویسی و استانداردسازی نام‌های مناسب ستارگان ترتیب داد. اولین بولتن این کارگروه در ژوئیه ۲۰۱۶، شامل جدولی از دو دسته اول اسامی تأیید شده بود که شامل Alcyone برای این ستاره بود و اکنون در کاتالوگ نام ستارگان IAU وارد شده‌است.
در زبان چینی، کلمه (Mǎo Xiù - ،昴宿) به معنی سر پرمو است که اعضای گروه ستاره‌های آلسیون، الکترا، تایگتا، آستروپ، مایا، مروپ و اطلس اتاق می‌شود. در نتیجه، نام چینی خود این ستاره، «ششمین ستاره سر پرمو» است.